# 瓜地馬拉地理

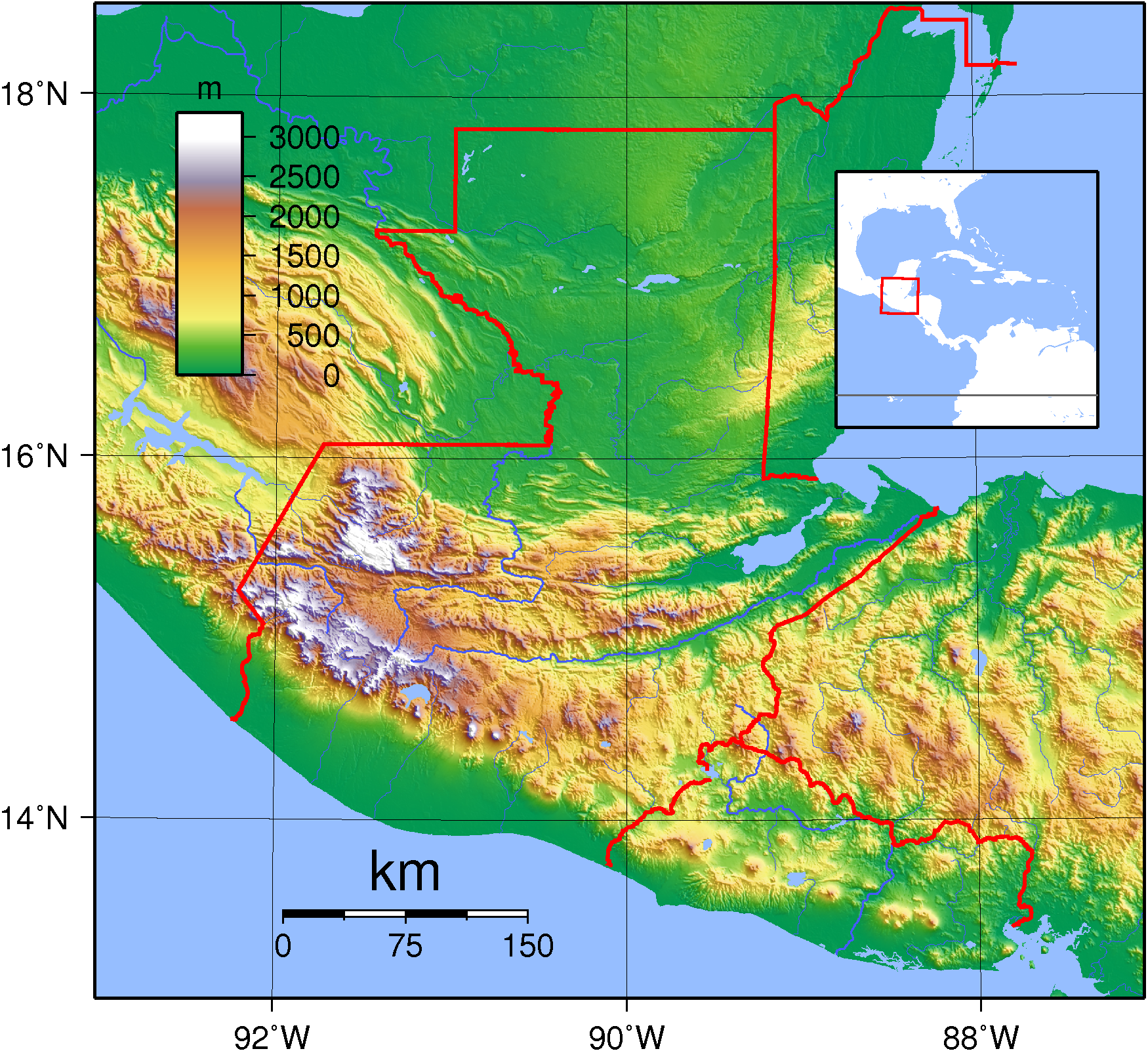
瓜地馬拉地形圖

瓜地馬拉位於中美洲，可分成三個主要的地理區：北部的低地平原佩滕是熱帶雨林，中部的高地上的火山可達4200米，太平洋畔狹窄富饒的平地屬於熱帶氣候。

## 周边环境
危地马拉位於中美洲，东临大西洋，西临太平洋。国界線長1,687公里，分布如下：與墨西哥962公里, 與伯利兹266公里, 與洪都拉斯256公里，与薩爾瓦多203公里。

## 领土和资源
危地马拉拥有领土面积达108 890平方公里。海岸线总长度达400公里。土地因为火山的原因而非常肥沃，是危地马拉主要的资源，国家的经济主要是农业。也有很多其他的资源，包括镍、鋅、铅、铜、锑、钨等礦產，还有少量的汞和铀。危地马拉在一些底层里也有石油，从1975年开始有开采。
森林也是一个相当重要的商业资源，用来加工和出口。

## 气候和地貌
危地马拉是一个多山的国家，除了在靠海的地方有平原。气候属于热带气候，虽然海拔比较中等。
可以区别出三种不同的地理区域：
- 山地和火山的高原上居住着大部分的人口，两种比较重要的地貌是马德雷山脉（Sierra Madre）和库丘曼塔内斯山脉（cordillère de Cuchumantanes）。
- Petèn潮湿的热带雨林，距离墨西哥的猶加敦（Yucatán）很近。
- 平原上相对热的气候。

火山的数量在危地马拉很重要，有数字说历史上大约有三十个。有三个火山被认为是活火山。之所以在北部存在这样的火山是因为那里处在三个结构的交接点：
- Cocos结构,
- 加勒比板块
- 和北美洲板块。

塔胡木耳科火山是中美洲最高的山，高度为4,220米。
这个国家经常遭受自然灾害的破坏：热带飓风，地震，当然还有火山喷发。

## 水文

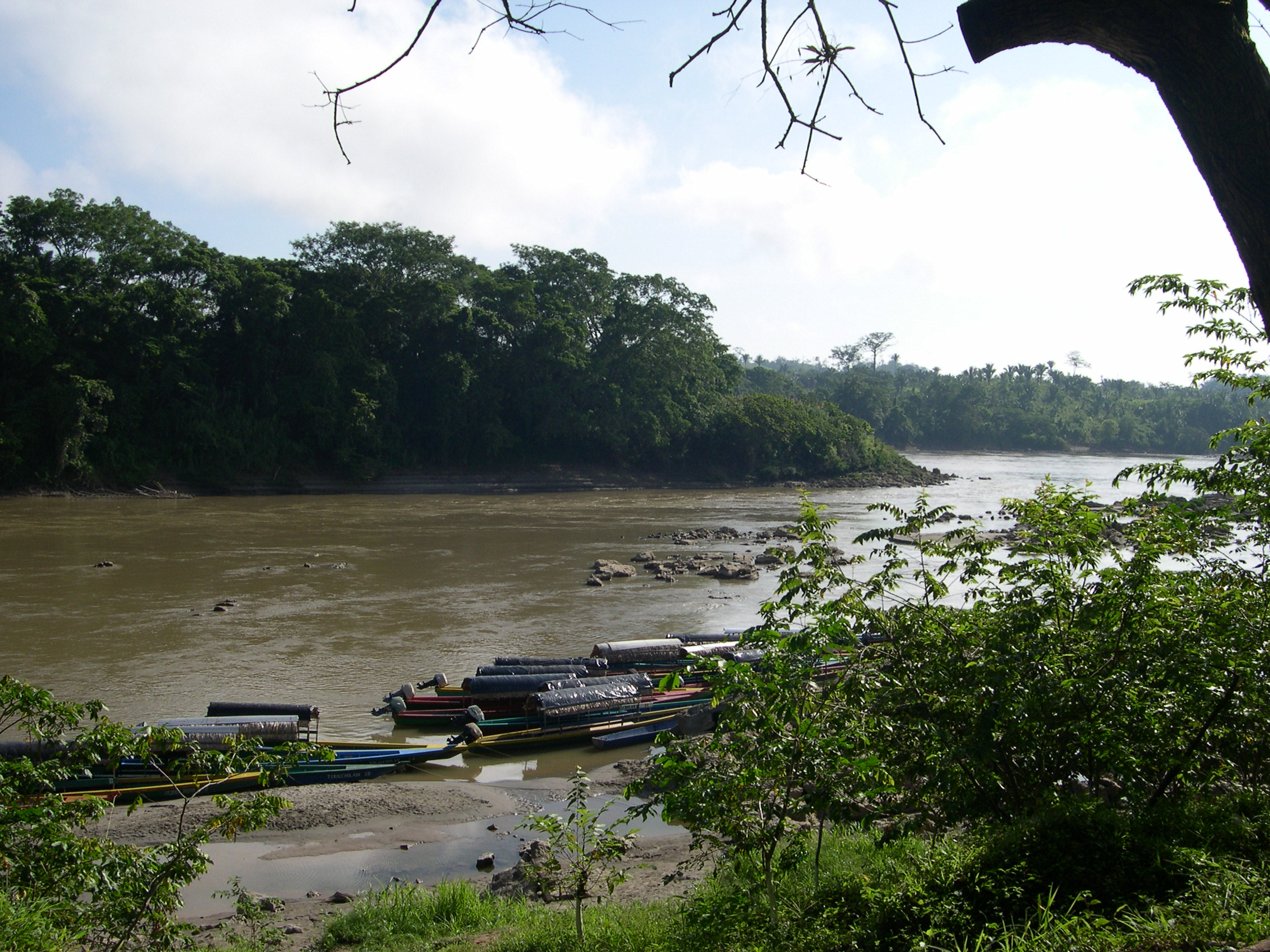
乌苏玛辛达河（Río Usumacinta）的风景

流经危地马拉的河流主要有莫塔瓜河(Motagua), 乌苏玛辛达河(Río Usumacinta),奇克索河（Chixoy） 以及沙士敦河Sarstún.
奇克索河是乌苏玛新达河的源头。
主要的湖泊有伊札巴湖(lac Izabal)和佩藤察湖(Petén Itzá).

## 城市
主要的大城市都分布在国家的南部. 以下是几个大城市 : 
- 危地马拉城（Guatemala Ciudad）
- 旧危地马拉（Antigua Guatemala）：是萨卡特佩克斯（Sacatepequez）的省会
- 克萨尔特南戈(Quetzaltenango)
- 艾斯坤特拉（Escuintla）